# 海草

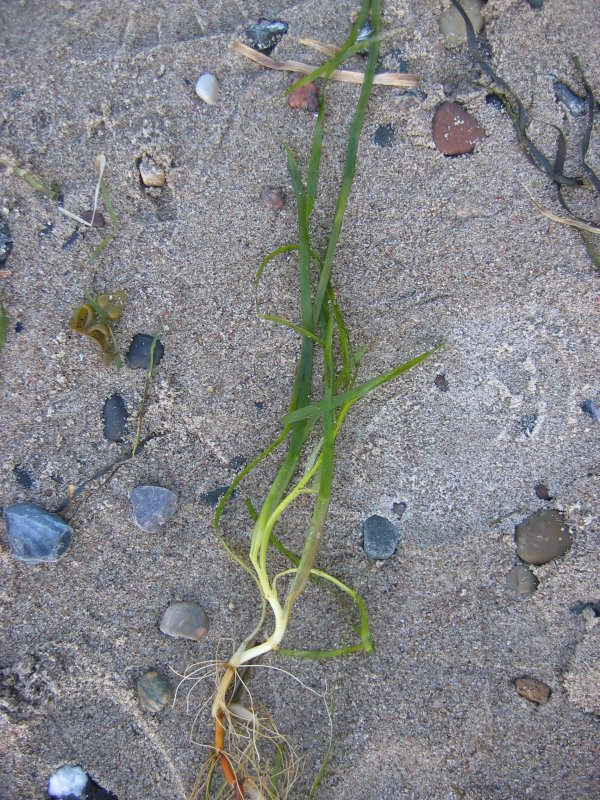
日本で一般的な海草であるアマモ

海草（かいそう、英: Seagrass）は、水草の一種で、海域に生育する種子植物。
胞子で繁殖する藻類の「海藻」とは特徴が大きく異なる。しかし「海藻」と同音異義語で、しばしば両者の混同を招く場合があるため、区別の観点から海草を「うみくさ」と呼ぶこともある。

## 特徴

### 生育環境
海域の中でも比較的浅い沿岸域の内湾や干潟、汽水域、礁池（イノー）などに生育する。多くの種は乾燥に弱く、干潮でも海水に浸っている潮下帯以下を好むが、コアマモのように乾燥に強く潮間帯に生育する種もいる。

### 形態
海草類は全て単子葉植物であり、根、茎、葉の区別がある。茎（根茎）は地下茎として匍匐する種が多く、葉を水中にのばす根は砂泥の中にしっかりと根を広げる。従って、大部分の種は砂泥底域に生育するが、スガモやエビアマモなどは岩礁域に生育するものもおり、これらは根を岩盤の窪みや割れ目に入り込ませ、地下茎を海上に発達させ固着する。葉はウミショウブやボウバアマモのように細長いタイプと、ウミヒルモ属のような小判型のタイプがある。基本的には光合成を行う器官であるが、アマモは海水中の栄養塩を葉で取り込むことがわかっている。気孔は退化している。

### 生態・生活史
海草類は多年草である。種子植物であり、花を咲かせ種子により増える。また、地下茎を分枝させて増える栄養繁殖を行う種もある。アマモやリュウキュウスガモなどは種子繁殖と栄養繁殖の両方で増えるが、熱帯性のリュウキュウアマモやベニアマモ、ボウバアマモなどは結実が悪く、ほとんどが栄養繁殖により増える。開花は、熱帯性のリュウキュウスガモで9-1月（10月が最盛期）、ボウバアマモが7-9月、ウミショウブが6-9月、温帯性のコアマモが1-6月に観察されている。結実はリュウキュウスガモで7、8月を除く周年、ウミショウブが8-11月及び1月に観察されている。

## 進化

海草への進化

海草類は他の種子植物と同様に一旦陸上植物として陸域に適応した後に、再び海域に生活の場を戻したが、これは陸上で発達させた根や（地下）茎を利用して、海藻類の生育が難しい「砂や泥が多く堆積する環境にも適応した為」と考えられている。

## 海草と海藻の違い
海草と藻類である海藻はともに海域に生育するため、しばしば混同されることがある。種子植物である海草と比較して、海藻は根・茎・葉の区別がなく、一部のものにはそれらしい分化が見られるが、はっきりと異なるのは根の構造のみである。海藻の根は栄養吸収のための器官ではなく、岩に固着するためのものである（このため仮根とも呼ばれる）。海藻の大部分は岩上に生育し、砂泥底には匍匐茎状の形態を発達させて砂泥底に適応している緑藻のイワズタ（イワヅタ）類や小型のものを除いてほとんど生育しない。従って、この両者は生育する環境が異なる。海藻は波あたりの強い岩礁海岸に多く生育し、海草は波の当たらない内湾や干潟のような環境に多く生育する。ただし、北方系のスガモやエビアマモは波あたりの強い岩礁にも固着して生育することができる。

## 分類と分布
世界にはアマモ科（Zosteraceae）、ポシドニア科（Posidoniaceae）、ベニアマモ科（シオニラ科、Cymodoceaceae）、トチカガミ科（Hydrocharitaceae）、イトクズモ科（Zannichelliaceae）、カワツルモ科（Ruppiaceae）の6科（このうちトチカガミ科以外をヒルムシロ科にまとめる場合がある）に60種程度の海草類が確認されている。熱帯から寒帯まで分布しており、多くの種は熱帯域・亜熱帯域に分布するが、スガモやアマモの仲間は温帯域から寒帯域に分布する。

### 日本の海草類

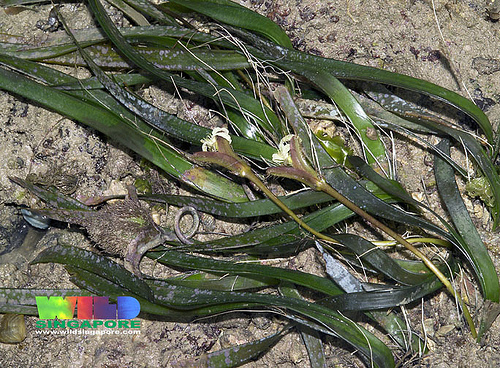
ウミショウブ

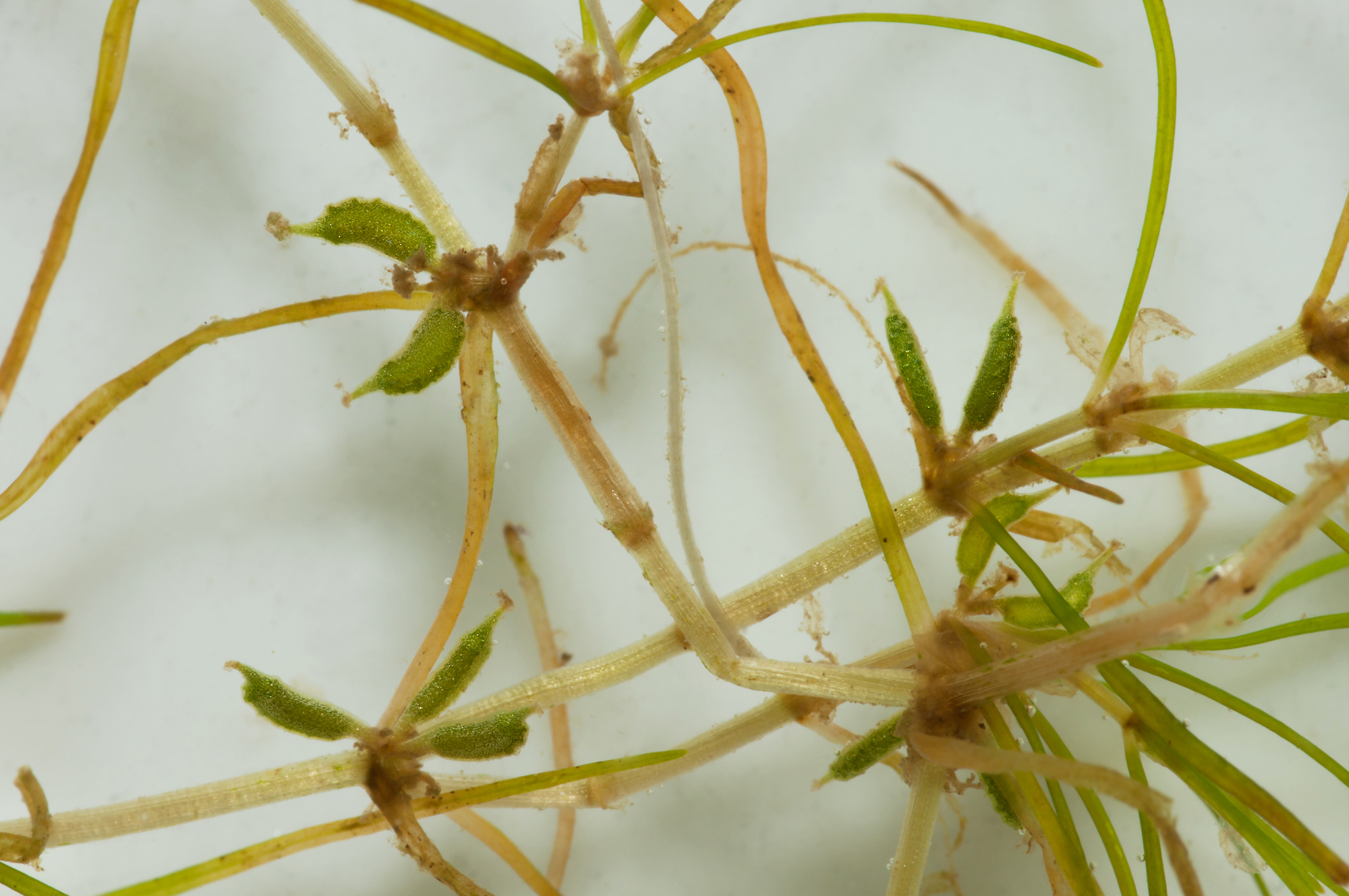
イトクズモ

日本には5科10属28種30亜種（4雑種を含む）の海草類が分布していると考えられている。下記に大場・宮田（2007）における日本産海草類のリストを記載する。
日本列島近海は暖流と寒流が交わるため海草類とっては好適な条件にあり、多くの種が分布している。本州周辺海域でよく見られる海草類はアマモ属で、アマモとより小型のコアマモが多く、いずれも細長い葉をしている。他に丸い葉で小型のウミヒルモなどが知られている。北海道周辺ではスガモが見られる。また、南西諸島は日本の中でも海草類の多様性が高く、マツバウミジグサ、リュウキュウスガモ、ボウアマモ、ウミショウブなどの多くの種が様々な場所で見られ、5科9属18種の生育が確認されている。
カワツルモ科はWorld Atlas of Seagrasses（Spalding et al. 2003）で海草類として扱われるようになり、コアマモをアマモ属ZosteraからNanozosteraとすることが報告されているなど、新発見や新たな提案がなされている。ウミヒルモ属Halophilaについては分類学的研究が進んでおり、以前にはウミヒルモ H. ovalis しか知られていなかったが、1995年に沖縄県の泡瀬干潟でトゲウミヒルモ H. decipiens （以前にはヒメウミヒルモも含められていた）が新たに記録され、2006年には同地より2種の新種（ホソウミヒルモ、ヤマトウミヒルモ）の発見と、ヒメウミヒルモやオオウミヒルモなどの日本新産が記録されている。それ以外にも、大場・宮田（2007）は2亜種、4雑種を新亜種・新雑種として報告している（下記のリストの＊が付いているもの）。
- Zosteraceae アマモ科（Potamogetonaceae ヒルムシロ科に含む場合もある）
  - Phyllospadix スガモ属
    - P x choshiensis ヒメスガモ＊
    - P. iwatensis スガモ
    - P. japonicus エビアマモ

  - Zostera アマモ属
    - Z. asiatica オオアマモ
    - Z. caespitosa スゲアマモ
    - Z. caulescens タチアマモ
    - Z. marina アマモ
    - Z. japonica コアマモ
      - subsp. austroasiatica ナンカイコアマモ＊

- Cymodoceaceae　ベニアマモ科（シオニラ科）（Potamogetonaceae ヒルムシロ科に含む場合もある）
  - Cymodocea ベニアマモ属（リュウキュウアマモ属）
    - C. rotundata ベニアマモ
    - C. serrulata リュウキュウアマモ

  - Halodule ウミジグサ属
    - H. x linearifolia ホソニラウミジグサ＊
    - H. pinifolia マツバウミジグサ
    - H. x serratifolia マツニラウミジグサ＊
    - H. tridentata ホソバウミジグサ
    - H. uninervis ウミジグサ（ニラウミジグサ）

  - Syringodium シオニラ属（ボウバアマモ属）
    - S. isoetifolium シオニラ（ボウバアマモ）

- Hydrocharitaceae トチカガミ科
  - Enhalus ウミショウブ属
    - E. acoroides ウミショウブ

  - Halophila　ウミヒルモ属
    - H. decipiens トゲウミヒルモ
    - H. nipponica ヤマトウミヒルモ
      - subsp. notoensis ノトウミヒルモ＊

    - H. major オオウミヒルモ
    - H. minor ヒメウミヒルモ
    - H. ovalis ウミヒルモ
    - H. okinawensis ホソウミヒルモ
    - H. x tanabensis タナベウミヒルモ＊

  - Thalassia　リュウキュウスガモ属
    - T. hemprichii リュウキュウスガモ

- Zannichelliaceae イトクズモ科（Potamogetonaceae ヒルムシロ科に含む場合もある）
  - Zannichellia イトクズモ属
    - Z. palustris イトクズモ

- Ruppiaceae カワツルモ科（Potamogetonaceae ヒルムシロ科に含む場合もある）
  - Ruppia カワツルモ属
    - R. maritima カワツルモ
    - R. cirrhosa var. truncatifolia ヤハズカワツルモ[18]

## 海草藻場

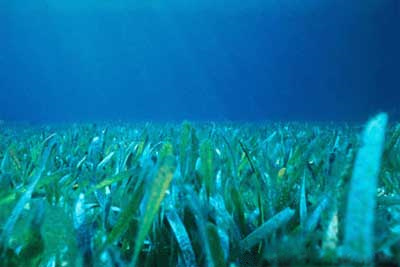
フロリダの海草藻場

海草群落（海草が密生している場所）を海草藻場（かいそうもば、Seagrass bed）と呼び、その中でもアマモ属が繁茂する場所をアマモ場（アジモ場、Zostera bed）と呼ぶ。しかし構成種を厳密に区別せずにアマモ場と呼ぶこともあるので留意する必要がある。
海藻の群落である（海藻）藻場と同じく沿岸域に分布するが、海草藻場が成立するのは、一般的には砂地であり、海藻は固着できない。海草藻場に海中の浮遊物や海草自体が由来となる有機物の蓄積し、ゴカイ等の底生生物や魚類などの生息・繁殖の場となる。また、小型の稚仔魚等の隠れ場としての機能も有する。ジュゴンやアオウミガメ等のように直接海草類を食べる動物もいる。また、分解者の活動も活発であり、水質浄化の機能も有している。

## 人間との関係

### 利用
海草藻場は多くの海産生物の生息・繁殖の場となっているため、漁業やレクリエーションの場として利用される。陸地からの汚濁した水質の浄化も期待されている。
日本では、アマモを堆肥（モク採り）や塩の製造（藻塩焼き）として利用するなど、直接的に海草類を利用する例もある。
また、鳥居にスガモやエビアマモを巻きつける等の海神行事にも用いられる。

### 人間活動の影響
海草類は沿岸域に生育するため埋立や水質汚染などの影響を受ける。直接生育地が埋め立てられなくても、埋立に伴い海流が変化し、砂泥が流され、底泥環境が変化するなどの間接的な影響もある。また、地球温暖化による海水温の上昇により海草群落の減少も知られている。海藻とともに温暖化ガスである二酸化炭素を吸収するため、「ブルーカーボン」として位置づけ、保護・育成する取り組みもある（陸上植物による光合成は「グリーンカーボン」と呼ばれる）。

### 保全
日本産の海草類のうち、5科17種が2007年に公表された環境省の維管束植物レッドリストに掲載されている（このうちネジリカワツルモは上記の大場・宮田（2007）のリストでは認めていない）。保全対策として泡瀬干潟などで行われている大規模な埋立事業の代替措置として海草群落の移植が行われている。
- アマモ科（4種）
  - オオアマモ - 絶滅危惧II類
  - タチアマモ - 絶滅危惧II類
  - エビアマモ - 準絶滅危惧
  - スゲアマモ - 準絶滅危惧

- ベニアマモ科（5種）
  - ベニアマモ - 準絶滅危惧
  - リュウキュウアマモ - 準絶滅危惧
  - マツバウミジグサ  - 準絶滅危惧
  - ウミジグサ  - 準絶滅危惧
  - シオニラ - 準絶滅危惧

- トチカガミ科（4種）
  - ウミショウブ - 絶滅危惧II類
  - ヒメウミヒルモ - 絶滅危惧II類
  - ウミヒルモ - 準絶滅危惧
  - リュウキュウスガモ - 準絶滅危惧

- イトクズモ科（1種）
  - イトクズモ - 絶滅危惧II類

- カワツルモ科（3種）
  - ネジリカワツルモ - 絶滅危惧IA類
  - ヤハズカワツルモ - 絶滅危惧IA類
  - カワツルモ - 準絶滅危惧